# كريستوفر غوندرسن
كريستوفر غوندرسن (بالنرويجية البوكمول: Christopher Gundersen)‏ هو متسابق يخت نرويجي، ولد في 16 أكتوبر 1983 في أوسلو في النرويج.

## وصلات خارجية
- كريستوفر غوندرسن على موقع الاتحاد الدولي للملاحة الشراعية (موقع جديد) (الإنجليزية)
- كريستوفر غوندرسن على موقع الاتحاد الدولي للملاحة الشراعية (موقع قديم) (الإنجليزية)
- كريستوفر غوندرسن على موقع اللجنة الأولمبية الدولية (الإنجليزية)
- كريستوفر غوندرسن على موقع أوليمبيديا (الإنجليزية)